# Caesarem appello
Caesarem appello alla lettera "Mi appello a Cesare" è la frase, della prima epoca imperiale, con cui il cittadino romano, rivendicando tale status con l'espressione civis Romanus sum (sono cittadino romano), si sottraeva alla giurisdizione del magistrato provinciale e otteneva il trasferimento della causa a Roma. 
Fu questo il modo con cui San Paolo si sottrasse  al giudizio del governatore che rispose Caesarem appellasti, ad Caesarem ibis (ti appellasti a Cesare, andrai da Cesare) e venne condotto a Roma, processato e assolto dal prefetto del pretorio Sesto Afranio Burro.
Il giurista Giulio Paolo, in Sententiarum receptarum ad filium libri quinque, fa riallacciare l'istituto della appellatio ad Caesarem alla precedente provocatio ad populum dell'età repubblicana e spiega che
(Traduzione libera: In base alla legge Giulia, colui che è condannato prima invocava la provocatio ad populum ora l'appello all'imperatore.)
Con la successiva estensione della cittadinanza romana a tutti i soggetti liberi dell'impero, l'istituto venne a perdere d'importanza.